# Club aquatique Lasalle aquatique club
 (septembre 2019).
Le Club Aquatique Lasalle Aquatique Club, abrégé CALAC, est une école de natation située dans l'arrondissement LaSalle sur l'île de Montréal au Québec qui s'entraîne à l'Aquadôme. 
L'école est reconnue pour avoir entraîné les nageurs olympiques Thomas Kindler et Victoria Poon. Le CALAC est l'un des organisateurs du championnat annuel par équipe (Team Champs) depuis plus de cinq années de suite.